# Guarany
Pour plus de détails, voir Fiche technique et Distribution.
Guarany est un film biographique italien de Riccardo Freda sorti en 1950. Il est adapté du roman brésilien O Guarani (pt) de José de Alencar paru en 1857.

## Synopsis
Entre 1840 et 1870, la vie de Carlo Gomes, fils d'un musicien dans un village reculé du Brésil. Depuis qu'il est petit, il nourrit une passion pour la musique, que son père désapprouve. Seule sa mère l'encourageait, mais elle meurt alors qu'il est encore jeune. À sa majorité, Carlo quitte le village, malgré sa liaison avec sa fiancée Lindita qui reste sur place. À Rio de Janeiro, par hasard, il entre en contact avec l'empereur Pierre II, qui l'apprécie et lui attribue une bourse pour étudier la musique. Gomes se rend ensuite en Europe et une fois à Lisbonne, il tombe amoureux de Jacqueline, une chanteuse. Elle s'efforce de lui prêter son concours dans sa carrière et le couple déménage en Italie. Gomez écrit des opérettes en l'honneur de Jacqueline, qui ont beaucoup de succès. Il compose bientôt l'opéra Il Guarany. Des raisons diverses et surtout l'hostilité de Jacqueline s'opposent à la représentation de l'œuvre. Alors que Gomez est pris de désespoir, Lindita, à son insu, parvient à faire lire la partition à Verdi, ce qui lui permet de se produire à la Scala. Le public fait un triomphe à son œuvre. Gomez, se rendant compte de tout ce qu'il doit à Lindita, s'en va la rejoindre, et s'assure de l'avoir près de lui au moment du succès.

## Fiche technique
Sauf indication contraire, les informations mentionnées dans cette section peuvent être confirmées par la base de données cinématographiques IMDb,  présente dans la section « Liens externes ».
- Titre original italien : Guarany[1]
- Titre portugais : O Guarani[2]
- Réalisation : Riccardo Freda
- Scenario :	Riccardo Freda, Goffredo D'Andrea (it) d'après O Guarani (pt) de José Martiniano de Alencar paru en 1857.
- Photographie :	Rodolfo Lombardi, Ugo Lombardi
- Montage : Eduardo Nicucci[2]
- Musique : Vincenzo Tommasini sur une musique originale d'Antônio Carlos Gomes
- Décors : Ettore Lancetti, Sergio Baldacchini
- Production : Salvo D'Angelo[1]
- Sociétés de production : Universalia[1],[2]
- Pays de production :  Italie
- Langue originale : italien
- Format : Noir et blanc - 1,37:1 - Son mono - 35 mm
- Durée : 92 min (1 h 32)
- Genre : Drame historique biographique
- Dates de sortie :
  - Italie : 3 janvier 1950[3]
  - Portugal : 23 avril 1952

## Distribution
- Antonio Vilar : Carlos Gomez
- Mariella Lotti : Lindita
- Gianna Maria Canale : Jacqueline
- Luigi Pavese : Papà Gomez
- Anita Vargas : Mamma Gomez that
- Andrea Forte : Carlos Gomez bambino
- Dante Maggio : Rossi
- Petr Sharov : Pietro Sharoff

## Production
Dans cette période de l'histoire cinématographique italienne, les opérettes étaient très populaires et le public plébiscitait des films biographiques de compositeurs italiens renommés. L'historien et critique de cinéma Roberto Curti a déclaré que « les biographies de Verdi, Rossini ou Bellini n'étaient pas seulement divertissantes, elles permettaient aussi de se référer aux grandes figures du passé, ce qui servait d'antidote à toute la misère et à la crasse que le néoréalisme mettait en évidence ». Freda reçu le scénario d'Antônio Carlos Gomes, un compositeur brésilien qui était populaire en Italie. Son œuvre la plus connue est l'opéra Il Guarany, d'après le roman O Guarani de José de Alencar.
Le film est produit par Universalia, une société de production à tendance catholique fondée en 1946,. D'après Piero Regnoli qui était le vice-directeur artistique de la société, Universalia « avait environ un milliard de lires à disposition. C'était la plus grande société de production italienne de l'époque ». Freda était en bons termes avec Salvo D'Angelo, un ami bien placé dans la hiérarchie de Universalia. Freda a fait savoir qu'il n'était pas vraiment intéressé par le film et qu'il ne le faisait qu'à condition de percevoir de grosses sommes d'argent. Il a déclaré a posteriori avoir été sidéré qu'on lui donne satisfaction.
Le tournage commence le 11 juin 1948 à Rome et l'équipe du film embarque pour le Brésil la semaine suivante pour poursuivre les prises de vues sur place.

## Accueil
Guarany a reçu son visa d'exploitation en novembre 1949. Il sort dans les salles le 3 janvier 1950, et récolte quelque 8 750 000 lires italiennes nationalement, ce que Curti juge être « pour ainsi dire boudé par le public ». Les critiques ne sont généralement pas favorables. Le film a néanmoins été plebiscité en Amérique du Sud, où il a assuré à Universalia et à Gianna Maria Canale une bonne couverture médiatique.
Curti déclare en 2017 que Guarany est introuvable sur tous supports, même à la Cineteza nazionale à Rome. Une copie du scénario de 303 pages est disponible.